# John Wick
John Wick es una película de acción estadounidense de 2014, dirigida por Chad Stahelski, producida por David Leitch, escrita por Derek Kolstad y protagonizada por Keanu Reeves. Fue estrenada el 24 de octubre de 2014.
La historia se centra en John Wick (Reeves) que busca a los hombres que irrumpieron en su casa, robaron su antiguo coche (Ford Mustang de 1969) y mataron a su cachorro, que fue un último regalo para él de su esposa recientemente fallecida (Moynahan). Stahelski y David Leitch dirigieron la película juntos, aunque solo se acreditó a Stahelski.
Kolstad había completado el guion en 2012 y lo desarrolló aún más para Thunder Road Pictures. La película fue producida por Basil Iwanyk de Thunder Road Pictures, Leitch, Eva Longoria y Michael Witherill. Marca el debut como director de Stahelski y Leitch como equipo después de múltiples créditos separados como directores de segunda unidad y coordinadores de acrobacias. Anteriormente trabajaron con Reeves como dobles en la, por entonces, trilogía Matrix.
El enfoque de Stahelski y Leitch a las escenas de acción se basó en su admiración por el anime y las películas de artes marciales. La película usó coreógrafos de lucha y técnicas de Gun Fu del cine de acción de Hong Kong. La película también rinde homenaje a obras como The Killer de John Woo, Le Cercle Rouge y Le Samouraï de Jean-Pierre Melville, Point Blank de John Boorman y las películas de spaghetti western.
La película recibió críticas positivas, y los críticos la calificaron como una de las mejores actuaciones de Reeves y una de las mejores películas de acción de 2014. Recaudó $86 millones en todo el mundo contra un presupuesto de producción de $20-30 millones. Dos secuelas,  John Wick: Chapter 2, y John Wick: Chapter 3 - Parabellum, se lanzaron en febrero de 2017 y mayo de 2019, respectivamente, con un éxito comercial y crítico comparable, con otra secuela, John Wick: Capítulo 4, estrenada en marzo de 2023. También es la única película de la serie que será distribuida por Summit Entertainment, ya que las otras películas son distribuidas por Lionsgate Films.

## Argumento
John Wick está de luto por la muerte de su esposa, Helen, a causa de una enfermedad. Para ayudarle a sobrellevarlo, ella le regala un cachorro de beagle. Pocos días después, Wick es abordado en una gasolinera a las afueras de Nueva York por un grupo de gánsteres rusos, liderados por Iosef, que no consiguen intimidar a Wick para que les venda su Mustang Boss 429 de 1969. Esa noche, los hombres irrumpen en la casa de Wick, lo asaltan y matan al cachorro antes de robar el coche. Iosef lleva el Mustang a un desguace para eliminar sus datos identificativos, pero el dueño del taller, Aurelio, reconoce el vehículo y se niega a atenderle. Wick se entera por Aurelio de que Iosef es hijo de Viggo Tarasov, el jefe de la mafia rusa de la ciudad.
Al enterarse de las acciones de su hijo, Viggo golpea y reprende a Iosef por haber provocado la ira de Wick. Viggo revela que Wick fue anteriormente un asesino a sueldo a su servicio, conocido y temido en el submundo criminal como el "Baba Yaga", un despiadado e implacable "hombre de concentración, compromiso y pura voluntad". Después de que Wick se enamorara de Helen, una civil, Viggo le encomienda una "tarea aparentemente imposible" para ganarse su libertad.
Wick recupera su alijo oculto de su anterior carrera, incluidas armas y monedas de oro utilizadas como moneda de cambio en el hampa para servicios especiales. Rechaza el intento de Viggo de enmendar las acciones de su hijo y mata al escuadrón de asesinos enviado posteriormente a su casa. Como resultado, Viggo pone una recompensa de 2 millones de dólares por la cabeza de Wick, y su antiguo mentor Marcus es reclutado para acabar con él. Wick se aloja en la ciudad en el Continental, un lujoso hotel que sirve de terreno neutral para el hampa y donde está estrictamente prohibido llevar a cabo "negocios" criminales. El propietario del hotel y viejo amigo de Wick, Winston, le advierte de los peligros de volver a la vida que dejó atrás. A pesar de ello, Winston informa en secreto a Wick de que Iosef se encuentra en el club nocturno Red Circle. Wick se infiltra en el club y se enfrenta a Iosef, pero es atacado por Kirill, el secuaz de Viggo, y obligado a retirarse al Continental para recibir atención médica.
Mientras Wick descansa, es el objetivo de una asesina a sueldo llamada Sra. Perkins, que se cuela en su habitación. Marcus ve a Perkins desde un edificio adyacente y dispara un tiro de advertencia para alertar a Wick. Éste se despierta y somete a Perkins, quien le revela que Viggo dobló la recompensa para que ella lo matara en el hotel. También revela que Viggo tiene un alijo de gran valor escondido en una iglesia. Wick hace que otro sicario, Harry, asegure a Perkins, pero ella escapa y mata a Harry.
En la iglesia, Wick destruye el alijo de dinero y el material de chantaje de Viggo. Cuando Viggo llega para evaluar los daños, Wick le agrede a él y a sus hombres, pero es capturado tras ser atropellado por el coche de Kirill. Wick le dice a Viggo que no parará hasta que Iosef muera porque el cachorro le dio esperanza y la oportunidad de no estar solo en su dolor por Helen. Marcus interviene de nuevo para salvar a Wick, permitiéndole matar a Kirill y amenazar a Viggo para que revele la localización de su hijo. Wick asalta el piso franco y mata a Iosef. Después, Marcus anima a Wick a volver a la vida cotidiana que ha construido, pero su encuentro es presenciado por Perkins, que revela la duplicidad de Marcus a Viggo. Hace que Marcus sea torturado y asesinado antes de llamar a Wick para burlarse de él con los detalles, atrayéndole de nuevo a la ciudad.
Perkins es ejecutada a instancias de Winston por infringir las normas del Continental, y Winston informa a Wick de que Viggo se dispone a abandonar la ciudad en helicóptero. Wick corre hacia el puerto de Nueva York, donde lucha y hiere mortalmente a Viggo. Resignado a morir por sus propias heridas, Wick ve en su teléfono un vídeo en el que Helen le dice que tienen que volver a casa. Irrumpe en una clínica de animales cercana, cura sus heridas y adopta un cachorro de Staffordshire bull terrier al que van a aplicar la eutanasia antes de iniciar el camino de vuelta a casa.

## Reparto
- Keanu Reeves como John Wick: Un exasesino que regresa al inframundo criminal cuando el hijo de un gánster ruso le roba su auto y mata a su perro.[5][16][17] Reeves vio al personaje como alguien que trató de cambiar por amor pero sin su esposa se perdió, y regresó al mundo de los asesinos en una "historia de venganza del Antiguo Testamento" que lo posee.[17][18] El personaje fue escrito con Paul Newman en mente,[19] originalmente llamando a "un hombre de mediados de los años 20" para jugar el papel, dada la legendaria reputación del personaje del título. Sin embargo, el jefe de Thunder Road Pictures, Basil Iwanyk decidió no lanzar a un actor mayor, eligiendo en su lugar la estatura de un actor experimentado para lograr este efecto.[17][20] Tanto Stahelski como Leitch fueron firmes en que Reeves no iba a aprender ninguna de las artes marciales que había aprendido antes; para el papel, Reeves pasó cuatro meses aprendiendo Judo, Jūjutsu y Jiu-jitsu brasileño de "algunos de los chicos más duros" que se habían encontrado Stahelski y Leitch, que incluyó sus amigos de la "SWAT y de la Marina".[21][22][23][24] Stahelski habló de desarrollar un estilo de combate de cerca que utilizó formas de combate prácticas combinadas con entrenamiento táctico con armas.[1] El escritor Derek Kolstad eligió el nombre del personaje como un homenaje a su abuelo, el fundador de "Wick Edificios". Wick dijo: "Me hizo cosquillas Derek usando mi nombre para una película, y el personaje del hombre era glaseado en el pastel". A Reeves se le pagó un salario de $1-2 millones de dólares por su papel.[25][26]
- Michael Nyqvist como Viggo Tarasov: El jefe de la familia del crimen Tarasov y un empresario emprendedor con raíces cuestionables.[17][27] Nyqvist estaba interesado en la relación entre los personajes, Viggo teniendo un respeto padre-hijo por John que es arruinado por Iosef.[28] Stahelski dijo que el papel de Viggo había sido decidido después de un gran número de reuniones debido a la importancia y la complejidad del personaje,[29] teniendo en cuenta que la rareza de Nyqvist contrastada bien con el estoicismo de Reeves. Los cineastas estaban decididos a evitar el estereotipo de mafioso ruso,[29] con alguien que era muy encantador mientras era un tipo malo creíble. Iwanyk dijo que Nyqvist trajo a la humanidad al personaje. Nyqvist entrenado en el arte marcial ruso de Sambo mientras también estudia a sus instructores rusos para el papel.[1][30] Kolstad dijo que Viggo había sido un brawler callejero en Kiev que ascendió en el crimen organizado y está cambiando hacia la legitimidad.[29] David Leitch dijo que, con la entrada de Nyqvist, encontraron momentos divertidos en el guion que fueron cuidadosamente ritmo con la acción.[31]
- Alfie Allen como Iosef Tarasov: El hijo arrogante, auto-titulado y tonto de Viggo.[17][32] Allen encontró "vigorizante" el intrrpretar a un villano ruso y rodar fuera del set de Belfast de Game of Thrones.[33] Fue atraído por el papel del acento de Nueva York y por trabajar con Stahelski y Leitch.[34] Mientras estaba en la Ciudad de Nueva York, Allen visitó los Baños públicos rusos para desarrollar y perfeccionar el acento ruso que desarrolló para la película[34] y se enfrentó a desafíos con el diálogo ruso.[34] Kolstad describe a Iosef como una imitación de su padre, un heredero rico que cree que está endurecido en la batalla, pero es sólo un punk mimado.[29] Allen elogió a Reeves, quien le ayudó a relajarse en el set cuando estaba nervioso.[35] Allen dijo que el tema de la película era "todos los hombres pueden cambiar".[34]
- Adrianne Palicki como Ms. Perkins: Una distinguida asesina a sueldo y ex conocida de John.[36] El personaje se imaginó originalmente como un hombre, pero fue cambiado por Stahelski, Leitch e Iwanyk, quienes le ofrecieron el papel a Palicki.[29] Palicki describió al personaje como "frío, despiadado, intrigante y rudo" que disfruta de su trabajo.[37] Palicki pasó meses entrenando en Judo y Jūjutsu.[38] De la historia de fondo del personaje, Palicki sugirió que Perkins conocía a Wick antes de su matrimonio y tenía una historia de venganza o rivalidad con él.[37]
- Bridget Moynahan como Helen Wick: La hermosa esposa de John Wick.[17] Leitch dijo que Helen era el corazón de la película y necesitaba una actriz con los talentos de Moynahan. Moynahan decidió no leer todo el guion, creyendo que le servirá a su actuación para sólo conocer el lado amoroso de John.[28][29][39] Iwanyk dijo que Helen no estaba preocupada por la vida pasada de John.[17]
- Dean Winters como Avi: La mano derecha de Viggo que ha sido su abogado durante muchos años.[17] Stahelski dijo que Winters trajo humor y tensión al papel y que las escenas con Winters y Nyqvist estaban entre sus favoritas.[28][29] Winters elogia el uso de los conjuntos prácticos y las secuencias de acción que no se basan en la pantalla verde y los efectos especiales, lo que fue una educación importante para él.[40]
- Ian McShane como Winston Scott: El enigmático dueño del Hotel Continental.[17][41] McShane describe al personaje como "misterioso" y fue atraído por el proyecto debido a su afición por las películas modernas de noir.[29] Kolstad dijo que se nota que Winston habla poco pero "la tierra se mueve" cuando hace que su voz se escuche.[17]
- John Leguizamo como Aurelio: El orgulloso propietario de los negocios de Aurelio Garage, una tienda de alta gama.[17][42] Leguizamo dijo que Aurelio vio la tormenta por venir cuando Iosef trajo el coche de John a su tienda, que Aurelio iba para ofender a uno u otro y no tuvo movimiento ganador.[29] Leguizamo creía que el diseño de vestuario creó un gran impulso y tuvo una gran impresión en él, lo que le ayuda a entrar en el personaje.[17]
- Willem Dafoe como Marcus: Un miembro de la vieja guardia de asesinos que en batalla es endurecido, confiable y entre la élite.[17][43] Dafoe dijo que el personaje era un mentor de John y que eran amigos raros en el mundo de los asesinos.[29] Kolstad dijo que Marcus tenía un papel paterno como "rey del orgullo" que fue cruel al ver a la próxima generación de depredadores que lo siguen. Dafoe aprecia el guion original, que sentía que contó la historia principalmente a través de la acción, y elogia el entusiasmo de los directores.[17] Él sintió que el proyecto se destacó como único.[44] Dafoe dijo que el uso de los directores de combate de armas de los directores creó una interesante mezcla de acción[45] con una coreografía única integrada en la historia.[46]

El elenco también incluye a David Patrick Kelly como un "limpiador" llamado Charlie; Randall Duk Kim como médico del inframundo; Lance Reddick como Charon, un talentoso conserje en el Hotel Continental; Munro M. Bonnell como un sacerdote ortodoxo ruso que protege la bóveda donde Viggo guarda sus objetos de valor; Omer Barnea como Gregori y Toby Leonard Moore como Victor, los amigos y guardaespaldas de Iosef; Daniel Bernhardt como Kirill, el secuaz de Viggo; Bridget Regan como Addy, un bartender del Continental y antiguo conocido de John, Keith Jardine como Kuzma; Tait Fletcher como Nicholai; Thomas Sadoski como Jimmy; Clarke Peters como Harry; Kevin Nash como un portero llamado Francis en el club nocturno del círculo rojo; Gameela Wright como mujer de entrega; Vladislav Koulikov como Pavel; Pat Squire como mujer mayor; Vladimir Troitsky como líder del equipo; y Scott Tixier (no acreditado) como un violinista.

## Producción

### Desarrollo
La premisa para John Wick fue concebida por el guionista Derek Kolstad, quien comenzó a trabajar en un tratamiento sobre un asesino a sueldo retirado que venía a vengarse, titulado Scorn. Después de un mes de trabajo, había completado el primer borrador del guion, y una vez que había abordado varios problemas, lanzó el guion a varios clientes, obteniendo al menos tres ofertas. Kolstad fue influenciado por los clásicos del cine negro y los temas de la venganza y el antihéroe y lo que podría desarrollarse si el hombre más malvado encuentra la redención solo para que se la lleven. Las obras de Alistair MacLean y Stephen King influyeron en Kolstad en la creación de la historia en términos de construcción y caracterización del mundo, respectivamente
El 3 de diciembre de 2012, se anunció que Thunder Road Pictures había comprado el guion con fondos discrecionales, y Kolstad estuvo de acuerdo debido a los planes para hacer la película de inmediato. Cuando Basil Iwanyk, director de Thunder Road Pictures, leyó por primera vez el guion original de Kolstad, se sintió inmediatamente atraído por el personaje principal de Wick. También admiraba el peso emocional y el tema de acción de la pieza. Después de que Thunder Road hubiera optado por el guion, Kolstad pasó meses adicionales restaurando el guion con ellos. En el guion original, el personaje de John Wick fue escrito con "un hombre de unos sesenta años" para interpretar el papel, dada la fabulosa reputación del personaje principal como un asesino venerado y respetado. Sin embargo, Iwanyk creía que esto era irrelevante, y en lugar de elegir a un actor mayor buscaba un veterano de cine.
El 7 de mayo de 2013, se anunció que Keanu Reeves había comenzado negociaciones en abril para protagonizar la pieza. Más tarde fue confirmado como el protagonista masculino de la película, después de que Iwanyk y Peter Lawson de Thunder Road le mostraron el guion, que pensó que estaba lleno de potencial. Reeves y Kolstad habían trabajado en estrecha colaboración para desarrollar aún más el guion y la historia, con el guionista afirmando que Reeves entendió cómo incluso pequeños detalles afectan la fuerza de la historia. El título de la película se cambió más tarde de Scorn ya que, según Kolstad, "Reeves seguía diciéndole a todos que estaba haciendo una película llamada 'John Wick'", y los productores estuvieron de acuerdo, cambiando el título.
Durante las discusiones de la historia, Reeves contactó a Chad Stahelski y David Leitch, a quienes conoció originalmente en el set de The Matrix, para ver si estaban interesados en coreografiar la acción aunque esperaba que dirigieran. Pensó que el proyecto y los mundos que creó les atraerían. La calidad del guion y el entusiasmo de Reeves convencieron a Stahelski y Leitch para dirigir la película. Más tarde presentaron una versión de suspenso de la historia con Wick como una leyenda urbana. Con el apoyo de Reeves, Stahelski y Leitch presentaron la idea al estudio, que los contrató para dirigir, en contra de la solicitud inicial de dirigir la segunda unidad de la película. El 7 de mayo de 2013, se anunció que Stahelski y Leitch iban a dirigir la película, aunque más tarde se dictaminó por el Gremio de Directores de América que solo Stahelski recibiría el crédito del director. Leitch fue acreditado como productor.
Stahelski reconoció los desafíos para equilibrar la acción con el ritmo y el tono, habiendo hecho esto para escenas individuales pero nunca antes para una película completa. Reconoció que la acción en sí misma debería ser una entidad colaborativa con la historia, en lugar de ser un elemento separado. Dijo que no detuvieron la historia para una secuencia de acción, sino que la integraron para proporcionar una sensación más profunda de los personajes.
Kolstad comentó que, una vez que Reeves, Stahelski y Leitch estuvieron oficialmente a bordo, de enero a septiembre de 2013, todavía estaba trabajando en los borradores finales del guion, que describió como un "proceso implacable ... para controlar la visión de todos".
El 12 de septiembre de 2013, se confirmó que Willem Dafoe había sido elegido para el papel de Marcus. El 19 de septiembre de 2013, Michael Nyqvist, Alfie Allen, Adrianne Palicki y Dean Winters fueron confirmados como parte del elenco de apoyo de la película. El 14 de octubre de 2013, Bridget Moynahan se unió al elenco en el papel de la esposa de Wick. El 15 de octubre de 2013, Jason Isaacs se unió al elenco, retratando a David. El 27 de noviembre de 2013, se confirmó que Daniel Bernhardt interpretaría a Kirill.

### Rodaje
Se confirmó que el rodaje comenzó en la ciudad de Nueva York, con un calendario de rodaje original del 25 de septiembre al 5 de diciembre de 2013. El 14 de octubre de 2013, el rodaje comenzó en Mill Neck, Nueva York, con la filmación programada para continuar en el área metropolitana de Nueva York.
El 26 de agosto de 2013, Lionsgate anunció que estaban buscando "una casa de vidrio de alta gama con vista al agua" que se encuentra en el condado de Nassau, donde finalmente se filmó la secuencia de 'Intrusos'. Se utilizaron tanto interiores como exteriores de la casa. Se rodaron un par de escenas adicionales en Long Island. El 6 de octubre de 2013, la filmación ocurrió al lado de la escuela Flatiron, en 11 Broadway. La producción se mudó a Brooklyn el 24 de octubre, y la filmación tuvo lugar en la Sexta Avenida entre Union y Carroll Street, President Street entre la sexta y Séptima Avenida y Carroll Street entre la sexta y séptima avenida. Posteriormente se produjo una filmación adicional en la Iglesia de San Francisco Javier en la sexta Avenida. El 28 de octubre de 2013, se filmó una escena en la estación de servicio CITGO, 501 N. Highland Ave en Upper Nyack, mientras también se filmaba en la Ruta 9W y Christian Herald Road.
El 1 de noviembre de 2013, la filmación tuvo lugar en Lower Manhattan en 1 Wall Street Court, utilizada para el exterior del Hotel Continental. El 12 de noviembre de 2013, algunas escenas fueron filmadas en 25 Broadway, y en el centro de Manhattan en Beaver Street por Broad Street. La filmación también tuvo lugar en W 43rd Street y la Octava Avenida, el 13 de noviembre, en Manhattan, y las escenas del club para John Wick se han filmado en W 27 Street, siendo el 15 de noviembre el horario de la última noche en el lugar. El 21 de noviembre de 2013, se anunció que la escena de una casa de baños estaba programada para ser filmada el 24 de noviembre, 4 y 5 de diciembre. Otros lugares de rodaje incluyeron Tribeca, el 20 de noviembre, en el que se filmó una escena de persecución en Church Street. También se informó, el 27 de noviembre, que la filmación se había establecido en E 83rd Street y 3rd Avenue en el Upper East Side.
El 2 de diciembre de 2013, se programó una sesión de tres semanas en el Upper East Side hasta el 22 de diciembre, con Keanu Reeves y Willem Dafoe filmando varias escenas. La filmación continuó rodando en Tribeca del 3 al 5 de diciembre, con la notificación puesta en Church y Franklin. Después del rodaje de Tribeca, el equipo se mudó a Long Island el 6 de diciembre para filmar una escena funeraria. Se reportó una filmación adicional el 13 de diciembre para Chambers Street, Worth Street y Lafayette Street. El 19 de diciembre, Reeves estaba filmando en el vecindario Williamsburg de Brooklyn.
Se confirmó que la fotografía principal finalizó el 20 de diciembre de 2013, y la posproducción comenzó el 10 de enero de 2014.
Según el comentario de los directores, su primer corte de la película fue de 2 horas y 20 minutos. No revelaron mucho sobre aproximadamente 39 minutos de imágenes que quedaron fuera de la película, pero mencionaron que la lucha climática entre John y Viggo se redujo después de que reconocieron que Viggo no debería representar una gran amenaza física para Wick. David Leitch dijo que se cortaron muchas tomas visualmente sorprendentes que eran "solo Keanu caminando en ambientes frescos".

### Cinematografía
La película se filmó digitalmente con Arri Alexa XT en una relación de aspecto distribuida de 2.39: 1. El director de fotografía Jonathan Sela eligió trabajar con las cámaras Arri Alexa XT debido a las discusiones sobre el aspecto de la película. Había pedido una mezcla de Arricam y Alexa para una mezcla de película y digital, pero el costo de los paquetes y la película no era razonable, por lo que utilizaron ALEXA exclusivamente. Sela estaba familiarizada con la cámara de trabajos comerciales anteriores.
Sela habló de la idea de que Stahelski, Leitch y él mismo deseaban lograr un contraste visual entre la vida normal de John Wick y la otra en la que ha vuelto al mundo subterráneo de los asesinos. "Queríamos que el primer aspecto fuera suave y limpio, y que el segundo fuera más arenoso, más oscuro y más nítido". Filmaron con una sola cámara, por lo que Sela utilizó lentes y técnicas de cámara para lograr imágenes visuales contrastantes. Describe la primera sección de la película como mucho más estática al afirmar que "la cámara nunca deja de moverse". Para John Wick, decidió utilizar lentes anamórficos y esféricos, a los que combinó un conjunto de anamórficos Hawk V-Lite Vintage '74 con los esféricos Cooke S4. El plan inicial era usar las lentes anamórficas y esféricas en la primera y segunda parte, respectivamente, para crear el contraste visual; sin embargo, decidió no seguir ese curso de acción, ya que sintió que el trabajo de cámara solo separaba suficientemente los mundos, permitiéndoles usar anamórficos para tomas diurnas y esféricas por la noche. Sela elogió a Hawk's Vintage '74 como "hermosa", aunque estallaron considerablemente, lo que se habría vuelto dominante durante los disparos nocturnos. Sintió que su uso durante el día le daba un "aspecto nebuloso [... que parecía... más cinematográfico".
Según Sela, la grabación ARRIRAW a bordo con las cámaras ALEXA XT marcó una diferencia considerable con el trabajo de la cámara, afirmando: "Tener el ALEXA XT con ARRIRAW en la cámara es como volver a un ARRICAM o un ARRIFLEX 435, lo cual es increíble". Hubo una considerable cantidad de trabajo con la cámara de mano en la segunda sección y el uso de la ALEXA M permitió filmar a través de ventanas y espacios reducidos, particularmente para las escenas de automóviles. Sela estaba grabando ARRIRAW y usó toda el área del sensor de 4: 3 de ALEXA para las escenas anamórficas, lo que permitió la maximización de la calidad de imagen para un lanzamiento de cine 4K. El área adicional del sensor proporcionó datos valiosos para el procesamiento posterior de imágenes.
La elección de usar solo una cámara condujo al desarrollo de las escenas de pelea de larga duración de la película, ya que no podían permitirse una segunda cámara. A menudo, durante estas escenas, los actores que fueron los primeros en caer tendrían que levantarse una vez fuera del tiro, correr detrás de la cámara y luego saltar nuevamente como un nuevo atacante.

### Diseño

#### Traje
La diseñadora de vestuario Luca Mosca explicó que Wick tenía que poseer un atuendo que debía usarse durante casi toda la producción de la película. El equipo de Mosca lo diseñó para que fuera "elegante y atemporal" para el mundo de la película. Debido a la naturaleza del mundo creado por Stahelski y Leitch, Mosca tuvo que crear una declaración para cada personaje en función de su vestimenta. Reeves elogió al diseñador de vestuario y destacó la capacidad de Mosca para dar a las prendas de ropa significados sutiles. Describió su disfraz como "fúnebre" y "sacerdotal" y elegante sin sobresalir. Inicialmente, los villanos iban a estar en equipo de combate, pero luego decidieron no hacerlo debido al principio de que tenían que ser puestos en trajes, con Leitch citando a Mosca, "Se trata de hombres en trajes".

#### Set
John Wick presenta no dos mundos, sino "dos de todo", bromeó el diseñador de producción Dan Leigh sobre el contraste de los mundos. Leigh se acercó a la producción como una fábula de novela gráfica, con texturas etéreas y vestuario inesperado.

#### Sonido
James Bolt y Martyn Zub fueron los mezcladores de regrabación. Mark Stoeckinger fue el editor supervisor de sonido.
El mezclador de sonido de producción Danny Michael había utilizado la grabadora digital 788T-SSD de Sound Devices y CL-WiFi como dispositivos de sonido, complementados con un sistema de recuento VRT Lectrosonics, micrófonos de radio Lectrosonics, Schoeps CMC-6U y CMIT-5U micrófonos, un mezclador Cooper Sound 208, monitores duales Blackmagic de siete pulgadas y un Denecke Dcode GR-1 como reloj principal. La película orientada a la acción requería muchos efectos de sonido y un "flujo de trabajo basado en archivos".
Para Michael, la capacidad del 788T-SSD de intercambiar almacenamiento extraíble fue una ventaja, ya que proporcionó CompactFlash (CF) a la compañía de posproducción Light Iron, para que procesaran el material sin editar en el set. Michael declaró que pasaría su sonido en cada cambio de cámara a una persona al alcance de la mano que lo ensambló con las imágenes digitales en el lugar.

#### Efectos visuales
Jake Braver fue el supervisor general de efectos visuales y la compañía de efectos visuales Spin VFX trabajó en la mayoría de los efectos visuales.

## Música
La partitura musical para John Wick fue compuesta por Tyler Bates y Joel J. Richard, con música de violín en pantalla interpretada por Scott Tixier. La película presenta algunas piezas de música adicional como "Killing Strangers" de Marilyn Manson y "Get Money" de T-Bo y Bengie B. El álbum de la banda sonora original, John Wick: Original Motion Picture Soundtrack, fue lanzado digitalmente el 21 de octubre de 2014 y recibió un lanzamiento en formato físico el 27 de octubre por Varese Sarabande Records. Además de la partitura de Bates y Richard, el álbum presenta música de artistas como Ciscandra Nostalghia, The Candy Shop Boys y M86 & Susie Q. Le Castle Vania proporcionó música adicional para la partitura.

## Influencias
El director Chad Stahelski dijo que las influencias en John Wick incluyeron The Good, the Bad and the Ugly (1966), Point Blank (1967), Le Cercle Rouge (1970) y The Killer (1989).
Stahelski consideró la historia de fondo no contada en The Good, the Bad and the Ugly y quiso dejar John Wick's a la imaginación de la audiencia. También dijo que vieron repetidamente Point Blank e hicieron homenajes en John Wick. Trilogía de la venganza (2002–2005) de Chan-Wook Park y The Man from Nowhere (2010) de Lee Jeong-beom influyeron en la película debido a su "composición minimalista y naturaleza gráfica".
El guionista Derek Kolstad dijo que estaba muy influenciado por Alistair MacLean para la construcción del mundo y Stephen King para la caracterización, y señaló que King sorprendió a los lectores con lo que podría llevar a un protagonista. Stahelski y Leitch también se inspiraron en los estilos visuales de los años sesenta y setenta y en las obras de Sergio Leone, Akira Kurosawa, Steve McQueen, Lee Marvin, William Friedkin y Sam Peckinpah. Stahelski dijo que le gustaba la sensibilidad occidental de Kurosawa y Spaghetti western en la composición, y que la película negra tenía menos influencia sobre ellos.

## Marketing
El sitio web oficial de John Wick debutó el 15 de agosto de 2014 presentando una campaña de marketing y un diseño interactivo para promocionar la película. El sitio web transmitió un archivo de audio y contenía juegos interactivos como "The Red Circle Club" y "Revenge Ride". Lionsgate proporcionó información sobre el elenco y el equipo junto con una galería y una sección de videos. Las primeras imágenes se estrenaron el 21 de agosto de 2014 con Reeves como Wick. Con el lanzamiento, Liongate confirmó que la película estaba programada para un "lanzamiento repentino" el 24 de octubre de 2014. El 10 de septiembre de 2014, se publicó el póster teaser con la fecha de confirmación del avance teaser esperado. El avance de John Wick se estrenó el 12 de septiembre de 2014. El póster de estreno teatral y el tráiler teatral final fueron lanzados el 30 de septiembre de 2014 por Stahelski y Leitch en una sesión de Reddit "Pregúntame cualquier cosa".
Lionsgate había proporcionado a Collider y Moviepilot, el 2 de octubre de 2014, un paquete de premios para regalar a varios lectores, que incluía Assassin's Creed: Unity, una tarjeta de regalo Fandango de $25, un paquete de 3 DVD Lionsgate con Dredd, Gamer y Rambo, y un póster y una camiseta de John Wick. El 6 de octubre de 2014, el sitio web oficial de John Wick se actualizó para incluir tres tráileres, fotografías con la historia de John, fotos individuales del reparto y mini biografías. El tráiler del spot de IMAX TV para John Wick se estrenó el 6 de octubre de 2014, presentando nuevas imágenes de la película. Carl F. Bucherer fue el socio oficial del estreno de John Wick en la ciudad de Nueva York el 13 de octubre de 2014. Keanu Reeves lucía un Manero AutoDate con un dial de luz, Willem Dafoe llevaba un Manero AutoDate en negro clásico y Daniel Bernhardt con un Patravi ChronoGrade. El 22 de octubre de 2014 se lanzó un video de IMAX con clips relacionados con la película acompañados de declaraciones de Reeves, Stahelski y Leitch.
El 16 de octubre de 2014, John Wick apareció en el número de la semana de Entertainment Weekly.
Como parte de un acuerdo de promoción cruzada con Overkill Software, Lionsgate y Thunder Road Pictures, el 21 de octubre de 2014, John Wick fue agregado como personaje jugable en el juego en línea Payday 2. Se incluyeron otros elementos de la película, como las armas distintivas de Wick y el árbol de habilidades que permitieron el doble manejo de ciertas armas de fuego. Fandango ofreció a las personas que compraron boletos en línea en cines seleccionados una descarga gratuita de Payday 2 a través de Steam. Variety describió el acuerdo de Liongate como un "movimiento de marketing bastante imaginativo". Danielle DePalma, EVP de marketing digital de Lionsgate, declaró: "Somos grandes admiradores de Payday 2 y del equipo de Starbreeze, y estamos encantados de iniciar nuestra asociación con una película tan genial". Bo Andersson Klint, CEO de Starbreeze, declaró: "Finalmente tenemos un verdadero asesino a sueldo en nuestro equipo. Poder jugar como John Wick en Payday 2 antes del lanzamiento de la película es una gran recompensa para nuestra leal comunidad Payday 2".

## Lanzamiento

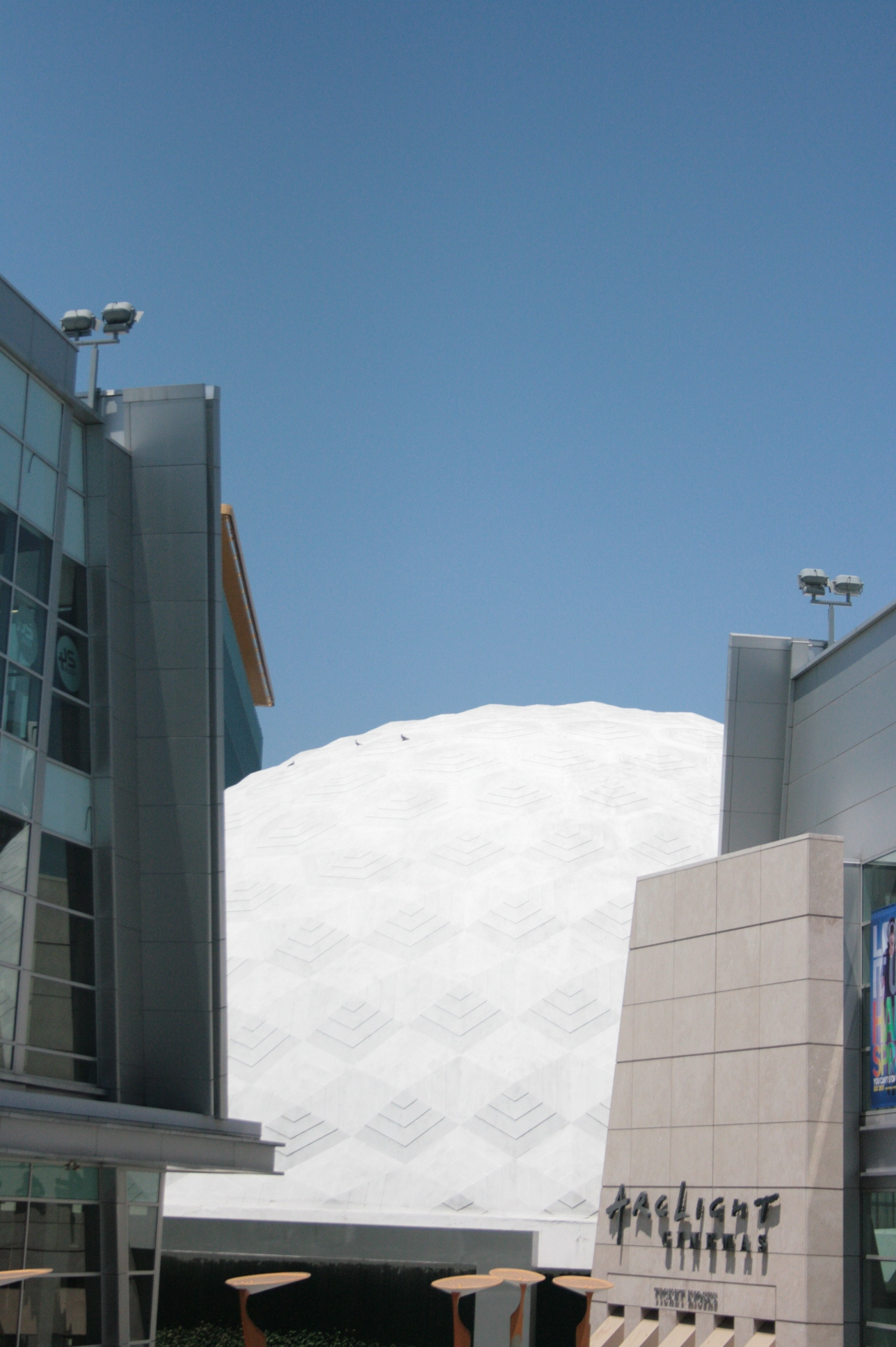
El ArcLight Hollywood en Hollywood, California, fue sede del estreno de la película en Los Ángeles.

John Wick se estrenó en el Regal Union Square Theatre, Stadium 14 el 13 de octubre de 2014 en la ciudad de Nueva York. Tuvo una proyección anterior en el Austin Fantastic Fest el 19 de septiembre, donde abrió la sección oficial de la barra lateral, Proyección de Gala Especial, en una recepción sorprendente. Se inauguró en Los Ángeles en el ArcLight Hollywood el 22 de octubre de 2014. John Wick tuvo su estreno en televisión en el canal de Estados Unidos el 12 de marzo de 2017.

### Proyecciones previas al lanzamiento
Antes del lanzamiento público de John Wick, se mostró una proyección anticipada de la película el 9 de octubre de 2014 en Regal Oakwood en Hollywood, Florida. Una proyección se mostró de antemano en la UA Court Street en Brooklyn, Nueva York, el 14 de octubre. Glendale Designs patrocinó una proyección privada el 16 de octubre de 2014 en Harkins Arrowhead en Peoria, Arizona. BackstageOL y Lionsgate organizaron una proyección anticipada el 21 de octubre de 2014 en el estadio Edwards Greenway Grand Palace en Houston, Texas, y en la Embajada 14 de Santikos en San Antonio, Texas. Además, Lionsgate había anunciado 40 proyecciones avanzadas adicionales en cines en los Estados Unidos el 21 y 22 de octubre, como parte de una campaña promocional nacional. Entertainment One Films realizó proyecciones anticipadas en Toronto, Ottawa, Halifax, Calgary, Edmonton, Victoria y Vancouver entre el 20 y el 23 de octubre.

### Distribución cinematográfica
John Wick comenzó un amplio estreno en salas de cine en los Estados Unidos el 24 de octubre de 2014, expandiéndose en semanas sucesivas a Francia, Australia y Países Bajos, y se estrenó en el Reino Unido el 2 de febrero de 2015 después de expandirse. en toda Europa.
El 22 de mayo de 2013, Liongate había vendido más de $250 millones en derechos territoriales a nueve títulos en el Festival de Cine de Cannes, incluido John Wick. Studio Canal distribuirá la pieza en toda Alemania, Metropolitan Filmexport adquirió los derechos de distribución en Francia de John Wick de Lionsgate, Acme Film adquirió los derechos de distribución en toda la Región Báltica, Monolith Films adquirió los derechos de la película en Polonia, Imagem había adquirido los derechos de distribución en Latinoamérica, Orange Sky Golden Harvest obtuvo los derechos cinematográficos en Taiwán y Hong Kong, y Media Pro adquirió los derechos en las regiones de la República Checa, Rumania, Hungría y Bulgaria. Entertainment One Films recogió los derechos de distribución en Canadá. El 10 de junio de 2014, Belga Films había adquirido los derechos para distribuir la película dentro de la región del Benelux. El 2 de julio de 2014, se confirmó que MK2 Pictures había adquirido los derechos de distribución italianos de John Wick. El 8 de mayo de 2014, los Hermanos Huayi recogieron los derechos de distribución chinos a John Wick, siendo una de las cuatro películas de los Estados Unidos que fueron recogidas, con un estreno limitado en el cine planeado para 2015. El 11 de agosto de 2014, Lions Gate Entertainment adquirió de Thunder Road Pictures los derechos de distribución de John Wick en los Estados Unidos, con un estreno previsto para el cine limitado en 2014, y en octubre, Summit Entertainment, una compañía de Lionsgate, distribuyó la película en los Estados Unidos. El 31 de octubre de 2014, se anunció que Warner Bros. Pictures distribuiría la película dentro del Reino Unido. Más tarde se anunció que la fecha de lanzamiento en el Reino Unido se retrasó del primer fin de semana de 2015 al 10 de abril de 2015.
El 2 de octubre de 2014, Summit Entertainment anunció que John Wick sería lanzado en IMAX. Phil Groves, Vicepresidente Senior de IMAX Corp y Vicepresidente Ejecutivo de Distribución Global, IMAX Entertainment, declaró: «John Wick es un juego de acción divertido, completo con una actuación tremendamente entretenida de Keanu Reeves que es perfecta para los fanáticos de IMAX», y agregó: «No hay mejor lugar para que el público experimente la narración estilizada de la película que en los cines IMAX».

## Recepción

### Taquilla
John Wick ganó $14,4 millones de 2589 ubicaciones en su primer fin de semana, en comparación con los $7–8 millones que la mayoría de los analistas proyectaban que la película haría. Al final de su periodo en salas de cine, John Wick recaudó $43 millones en Norteamérica y $45,7 millones en otros territorios por un total mundial de $88.8 millones, contra un presupuesto de producción de $20-30 millones.
La película tuvo un amplio estreno en los Estados Unidos y Canadá en salas el 24 de octubre. La película ganó $5.45 millones en su día inaugural, incluyendo $875,000 de los avances de la noche del jueves, que fue la segunda mayor apertura de ese fin de semana, con un promedio de $5,465 por teatro. La película recaudó $ 2.5 millones de 347 ubicaciones IMAX ese fin de semana, lo que representó el 17.7 por ciento del total bruto de la película para su primer fin de semana. La audiencia era 60% masculina y 77% era mayor de 25 años.
Fuera de América del Norte, la película se llevó 1.4 millones de dólares durante su fin de semana de estreno internacional. Los debuts más taquilleros de la película fueron en Francia, Australia, Tailandia, México y los Emiratos Árabes Unidos. En su segunda semana, agregó $6.7 millones de 33 territorios. La película fue número uno en Francia ($1.2 millones) de 300 pantallas, número tres en Australia ($961,000) de 177 pantallas y número diez en el Medio Oriente ($1 millón) de un total de 80 pantallas.

### Crítica
John Wick obtuvo una recepción positiva tras su lanzamiento, logrando elogios por las secuencias de acción, la dirección, el estilo visual, el ritmo y las actuaciones del elenco, especialmente Keanu Reeves como John Wick. El sitio web de agregación de reseñas Rotten Tomatoes le dio a la película una puntuación del 87% basada en 211 reseñas, y una calificación promedio de 6.95/10. Su consenso crítico dice: "Elegante, emocionante y vertiginosamente cinético, John Wick sirve como un retorno satisfactorio a la acción para Keanu Reeves, y lo que parece ser el primero de una franquicia". Metacritic, otro agregador de revisión, asignó a la película una puntuación promedio ponderada de 68 de 100, basada en críticas de 40 críticos, indicando "críticas generalmente favorables". CinemaScore informó que el público le dio a la película una calificación "B", en una escala de A + a F.
Peter Travers, de Rolling Stone, declaró: "John Wick es el tipo de diversión feroz y feroz de la película B que algunos de nosotros no podemos tener suficiente" y señaló las "actuaciones jugosas" de Dafoe, Leguizamo y McShane. Richard Corliss, de la revista Time, escribió: "Las películas de acción tratan sobre el movimiento, y John Wick persigue ese objetivo con entusiasmo implacable". Ignatiy Vishnevetsky de The A.V. Club le dio a la película una calificación de "B +", declarando: "Una fantasía del inframundo que injerta una acción nítida en la construcción mundial de Rian Johnson, produciendo una de las películas de disparos más completas realizadas en la memoria reciente". Continuó alabando el guion de Kolstad que "se distingue definiendo cuidadosamente los límites de su universo". Chris Nashawaty, de Entertainment Weekly, le dio a la película una calificación de "A" y calificó el guion de Kolstad como "una hazaña maravillosamente rica y elegante de construcción mundial pulposa".
Justin Lowe, de The Hollywood Reporter, escribió: "Después de una marcada ausencia del género, Reeves regresa rotundamente con un estilo cinético y sin esfuerzo que posiciona a la película extremadamente bien para cualquier posible seguimiento". Peter Debruge de Variety habló muy bien de la película, "De vuelta en el modo de héroe de acción, Keanu Reeves une fuerzas con su doble de Matrix para ofrecer un thriller de venganza hábil y satisfactorio" y señaló "lo emocionante que puede ser una acción bien coreografiada cuando realmente somos capaces de distinguirnos qué está pasando". Stephanie Zacharek de The Village Voice dijo que "Reeves es maravilloso aquí, una maravilla de fisicalidad y determinación severa, se mueve con la gracia de un espadachín de la vieja escuela". Bilge Ebiri de Vulture comentó: "Es un café hermoso-tabla de acción".
Jeannette Catsoulis escribió, en su crítica para The New York Times, "Albergando pocas ambiciones más allá de las secuencias de acción, este astuto thriller de venganza ofrece tanto estilo, e incluso algo de ingenio, que la falta de sustancia lleva más tiempo de lo que debería volverse problemático ". Catsoulis elogió a Dafoe y Leguizamo por "aportar una sutileza real a una escena demasiado breve" y Nyqvist como "maravilloso", así como la dirección de Stahelski y la cinematografía de Sela. Forrest Wickman de Slate señaló: "John Wick ofrece una combustión lenta, chisporroteante de una manera fiel al apellido de su héroe". Jordan Hoffman de The Guardian Archivado el 17 de junio de 2020 en Wayback Machine. calificó la película con cuatro de cinco estrellas, escribiendo: "Un resbaladizo, propulsivo y ridícula foto del crimen que avanza como una ametralladora automática".
Peter Bradshaw, que también revisa para The Guardian, le dio a la película 2 de 5 estrellas y declaró que "el estilo inexpresivo zonked semi-deliberado de Reeves solo funciona realmente en yuxtaposición con diálogos divertidos, y esta es una película bastante humorística y violenta, que sigue y sigue con más y más SUV negros relucientes siendo destruidos". Ealasaid Haas de San Jose Mercury News describió a John Wick como una "película de venganza decepcionantemente estándar". John Semley de The Globe and Mail llamó al título "el nuevo nombre en el horrible cine de acción", dándole la mitad de 4 estrellas. La película se considera top 1 en algunas listas de Internet.

## Videojuego
El 7 de agosto de 2015, Lionsgate y Starbreeze Studios anunciaron una asociación para desarrollar un juego de realidad virtual de disparos en primera persona basado en la película para HTC Vive/Steam VR. El desarrollo estaba a cargo de Grab Games, con Starbreeze listo para publicar. WEVR debía desarrollar una experiencia introductoria para el juego. El juego fue lanzado el 9 de febrero de 2017, con el nombre de John Wick Chronicles. y tener una narrativa independiente basada en el Hotel Continental. Además, el contenido de John Wick, un paquete de personajes gratuito y un paquete de armas de pago, se lanzó para los juegos de Payday 2 el 20 de octubre de 2016, como promoción cruzada.
El personaje de "The Reaper" que aparece en el videojuego de Fortnite: Battle Royale a menudo se le denominaba  como John Wick. Sin embargo en la Temporada 9 del capítulo 1 de mismo juego se lanzó una colaboración oficial en el juego en conjunto con el estreno de la tercera parte de la saga, donde se agregó oficialmente al personaje de John Wick junto con un modo de juego limitado titulado "Wick’s Bounty".

## Secuelas
Una secuela fue lanzada el 10 de febrero de 2017, y en la CinemaCon 2016, Reeves insinuó que se habían planeado más secuelas. Tras el lanzamiento de John Wick: Capítulo 2, se lanzó una tercera película a partir del 17 de mayo de 2019 con el nombre de John Wick: Capítulo 3 - Parabellum. Se está preparando una cuarta entrega y quinta entrega que se rodarán conjuntamente con fecha de rodaje en abril de 2021 y estreno de la cuarta entrega el 27 de mayo del 2023

## Series de TV
En 2017, una serie de precuelas titulada "The Continental" estaba en desarrollo activo. La serie (con fecha de estreno estipulada en 2023) se centrará en la cadena hotelera que actúa como un terreno neutral para los asesinos, a diferencia del personaje John Wick.